# Igor Carioca
Igor Carioca (Río de Janeiro, 21 de agosto de 1996) es un futbolista brasileño que juega de defensor en el F. C. Lorient de la Ligue 1.

## Clubes
| Club                  | País    | Año       | Partidos | Goles |
| --------------------- | ------- | --------- | -------- | ----- |
| Comercial F. C.       | Brasil  | 2015      | 23       | 0     |
| Asteras Tripolis      | Grecia  | 2016-2018 | 34       | 1     |
| Olympiacos F. C.      | Grecia  | 2018-2020 | 2        | 0     |
| AEK Larnaca (cedido)  | Chipre  | 2018-2019 | 35       | 1     |
| N. K. Osijek (cedido) | Croacia | 2019-2020 | 31       | 1     |
| N. K. Osijek          | Croacia | 2020-2021 | 35       | 0     |
| F. C. Lorient         | Francia | 2021-     | 71       | 0     |